# Naseem Hamed
„Prince“ Naseem Hamed (* 12. Februar 1974 in Sheffield, England als Naseem Salom Ali Hamed) ist ein ehemaliger britischer Profiboxer jemenitischer Abstammung. Er ist ehemaliger Europameister der EBU im Bantamgewicht, Internationaler Meister der WBC im Superbantamgewicht sowie ehemaliger Weltmeister der WBO, IBF, WBC und IBO im Federgewicht.
Weltweite Bekanntheit erlangte er durch seinen spektakulären Kampfstil und seine phantasievolle Choreografie des Einzugs in den Ring. Aufgrund seiner außerordentlichen Reaktionsfähigkeit und seiner hohen Schnelligkeit kämpfte er meist ohne Deckung, provozierte seine Gegner durch Gesten und boxte sie geradezu „tänzerisch“ aus.
Zwischen 1999 und 2006 trug er den Ehrentitel Member of the Order of the British Empire. 2015 wurde er in die International Boxing Hall of Fame aufgenommen.

## Frühe Karriere
Hamed begann im Alter von sieben Jahren mit dem Boxen und galt schon bald als großes Talent. Als Amateur gewann er 62 von 67 Kämpfen und unterschrieb mit 18 Jahren seinen ersten Profivertrag. Sein Manager wurde sein älterer Bruder Riath Hamed, trainiert wurde er von Emanuel Steward, Oscar Suarez und Brendan Ingle.
Sein Profidebüt gewann er am 14. April 1992 in Mansfield bei Sheffield durch Knockout gegen Ricky Beard. Bis April 1994 gewann er zehn weitere Aufbaukämpfe in Großbritannien und Irland, davon neun vorzeitig. Dabei schlug er zweimal Peter Buckley, welcher im Laufe seiner Karriere 300 Profikämpfe bestritt.

## Erste Titelkämpfe
Am 11. Mai 1994 boxte er gegen den Italiener Vincenzo Belcastro um den EBU-Europameistertitel im Bantamgewicht und gewann den Kampf in Sheffield einstimmig nach Punkten, wobei er seinen Gegner auch zweimal am Boden hatte. Im August desselben Jahres verteidigte er den Titel zudem durch Technischen Knockout in der dritten Runde gegen Antonio Picardi, ebenfalls aus Italien.
Einen weiteren Erfolg landete Hamed am 12. Oktober 1994 in Sheffield, als er Freddy Cruz beim Kampf um den International-Titel der WBC im Superbantamgewicht durch TKO in der sechsten Runde besiegen konnte, nachdem der Ringrichter Cruz wegen Unterlegenheit aus dem Kampf genommen hatte. Im November 1994 besiegte Hamed in seiner ersten Titelverteidigung den ungeschlagenen Laureano Ramírez durch TKO. Der dominikanische Olympiateilnehmer von 1984 hatte den Kampf nach einem schweren Niederschlag in der dritten Runde aufgegeben. In den ersten sieben Monaten des Jahres 1995 gewann er vier weitere Titelverteidigungen, davon drei innerhalb von zwei Runden. Dazu zählte der ehemalige IBF-Weltmeister Juan Polo Pérez. Der Mexikaner Armando Castro, dreifacher WM-Herausforderer der Verbände WBA und WBO, wurde nach schweren Treffern in der vierten Runde aus dem Kampf genommen.

## Weltmeister und Titelverteidigungen
Am 30. September 1995 boxte er als Herausforderer in Cardiff um den WBO-Weltmeistertitel im Federgewicht. Sein Gegner war der Titelträger Steve Robinson, der den WM-Gürtel 1993 gewonnen und bereits siebenmal verteidigt hatte. Hamed dominierte seinen Gegner und schlug ihn auch zweimal zu Boden, wobei Robinson nach dem zweiten Niederschlag in der achten Runde vom Ringrichter aus dem Kampf genommen wurde.
Im März 1996 verteidigte er den Titel durch Knockout in der ersten Runde gegen den Nigerianer Said Lawal und erzielte dabei nach nur drei Sekunden einen der schnellsten Niederschläge der Boxgeschichte. Lawal war zwar nochmal hochgekommen, wurde jedoch sofort erneut niedergeschlagen und aus dem Kampf genommen. Das gesamte Duell hatte knapp 30 Sekunden gedauert. Hamed war bereits vor dem Kampf als „aufregendster Boxer Großbritanniens“ angekündigt worden.
Im Juni 1996 bestritt er seine nächste Verteidigung gegen den unbesiegten Puerto-Ricaner Daniel Alicea. Dabei musste Hamed aufgrund seines deckungslosen Kampfstils in der ersten Runde einige Treffer einstecken und ging erstmals in seiner Karriere zu Boden, erholte sich jedoch und besiegte seinen Gegner in der zweiten Runde durch zwei schwere Niederschläge.
Im August 1996 besiegte Hamed den mexikanischen Mehrfachweltmeister Manuel Medina durch Aufgabe von dessen Ringecke, nachdem der Ringarzt den Abbruch des Kampfes nach der elften Runde geraten hatte. Medina hatte bis zu diesem Zeitpunkt bereits drei Niederschläge hinnehmen müssen und war schwer gezeichnet.
Im November 1996 boxte er gegen den ungeschlagenen Argentinier Remigio Molina, Olympiateilnehmer von 1992. Hamed traf seinen Gegner nach Belieben, weshalb der Ringrichter bereits in der zweiten Runde einschritt und Molina aus dem Kampf nahm.
Am 8. Februar 1997 vereinte er seinen WBO-Titel mit dem IBF-Titel des US-Amerikaners Tom Johnson, der seine bereits zwölfte Titelverteidigung bestritt. Hamed hatte den aggressiven Kampf durch einen Aufwärtshaken in der achten Runde entschieden, von dem sich Johnson nicht mehr erholt hatte.
Die erste Verteidigung beider Titel gewann er ungefährdet im Mai 1997 durch TKO in der ersten Runde gegen den Europameister Billy Hardy, gefolgt von einem Sieg durch TKO in der zweiten Runde gegen den Argentinier Juan Cabrera im Juli desselben Jahres. Da Hamed einen folgenden Kampf gegen Hector Lizarraga ablehnte, wurde ihm der IBF-Titel wieder aberkannt. Lizarraga hatte noch niemanden von Weltrang geschlagen und verlor den IBF-Titel bereits in der ersten Verteidigung an Manuel Medina, der 1996 von Hamed besiegt worden war. Hamed selbst verteidigte seinen verbliebenen WBO-Titel im Oktober 1997 durch TKO gegen Jose Badillo, der bereits 1995 in einem IBF-WM-Kampf knapp nach Punkten an Tom Johnson gescheitert war.
Im Dezember 1997 traf Hamed bei seinem US-Debüt im New Yorker Madison Square Garden auf den US-Amerikaner Kevin Kelley, ehemaliger WBC-Weltmeister und von der WBO auf Rang 3 der Weltrangliste gesetzt. Der Kampf wurde spektakulär und aktionsreich. Schon in der ersten Runde ging Hamed nach einem Konterschlag des Amerikaners zum erst zweiten Mal seiner Karriere zu Boden und wurde auch in der zweiten Runde angezählt, nachdem er nach einem Wirkungstreffer den Ringboden mit seinen Handschuhen berührt hatte. Wenige Sekunden danach berührte auch Kelly den Ringboden, nachdem er im wilden Schlagabtausch aus dem Gleichgewicht gebracht worden war. Dies wurde jedoch nicht als Niederschlag gewertet. Kelly wurde jedoch rund eine Minute vor Ende des Kampfes nach einem Niederschlag angezählt. Auch in der vierten Runde wurde Hamed für das Berühren des Bodens angezählt, Kelly ebenfalls nach einem weiteren Niederschlag. Rund 30 Sekunden vor Ende der vierten Runde wurde Kelly durch eine Linke erneut zu Boden geschlagen und ausgezählt, Hamed wurde zum Sieger durch KO erklärt.
Im April 1998 schlug Hamed in seiner bereits zehnten Titelverteidigung den dreifachen WBA-Weltmeister Wilfredo Vázquez, der 14 erfolgreiche Titelverteidigungen bestritten hatte. Vazquez ging im Kampfverlauf viermal zu Boden und verlor durch TKO in der siebenten Runde. In seinem zweiten US-Kampf gewann Hamed zudem im Oktober 1998 in Atlantic City einstimmig nach Punkten, und damit seit 1994 erstmals nicht vorzeitig, gegen Wayne McCullough. McCullough war ehemaliger WBC-Weltmeister und olympischer Silbermedaillengewinner von 1992.
Im April 1999 hatte Hamed einen weiteren spektakulären Kampf zu bestreiten, als er in Manchester auf den ungeschlagenen Paul Ingle traf. Ingle ging zwar in der ersten und sechsten Runde zu Boden, gewann jedoch in der neunten und zehnten Runde die Oberhand. In der elften Runde schlug Hamed seinen Kontrahenten durch eine Linke zu Boden, worauf dieser schwer angeschlagen vom Ringrichter aus dem Kampf genommen wurde. Hamed siegte durch TKO.
Im Oktober 1999 sicherte sich Hamed in Detroit zusätzlich den WBC-Weltmeistertitel durch einen einstimmigen Punktesieg gegen César Soto, welcher den Titel erst im Mai 1999 gewonnen hatte und gegen Hamed seine erste Verteidigung bestritt. Hamed wurde der WBC-Titel aber wieder aberkannt, da er laut damals geltenden Regeln seinen WBO-Titel hätte niederlegen müssen.
Im März 2000 besiegte Hamed den südafrikanischen Ex-IBF-Weltmeister Vuyani Bungu durch TKO in der vierten Runde. Ringrichter Joe Cortez beendete den Kampf nach einem schweren Niederschlag Bungus in der vierten Runde.
In seiner inzwischen 15. WBO-Titelverteidigung am 19. August 2000, traf Hamed auf Augie Sanchez. Dieser hatte bei den Amateuren unter anderem Floyd Mayweather Jr. besiegt und war für seine Schlagkraft bekannt. In dem schlagstarken Duell landete Sanchez starke Treffer, welche zu einer blutenden Nasenverletzung bei Hamed führten und erzielte durch zwei Kopftreffer einen Niederschlag in der zweiten Runde, welcher jedoch von Ringrichter Mike Ortega nicht als solcher anerkannt wurde. In der vierten Runde setzte sich Hamed jedoch durch und besiegte seinen Gegner durch TKO, worauf dieser minutenlang nicht mehr auf die Beine kam und mit einer Trage aus dem Ring gebracht werden musste.
Eine auf den 4. November 2000 datierte Pflichtverteidigung gegen István Kovács wurde von Hamed abgesagt, da der bis dahin nur in Ungarn und Deutschland in Erscheinung getretene Kovács vom US-Fernsehanbieter Home Box Office als unattraktive Wahl angesehen wurde. Daher wurde Hamed auch nur ein Bruchteil seiner üblichen Geldbörse angeboten. Hamed entschied sich daraufhin, seinen WBO-Titel im September 2000 niederzulegen.

## Titelverlust und Abschlusskampf
Durch seine lässige und aufreizende Art zu kämpfen genoss Hamed auf dem Höhepunkt seiner Karriere eine enorme mediale Aufmerksamkeit im sonst eher wenig beachteten Federgewicht. Während er für seine vermeintliche "Unbesiegbarkeit" von einer großen Fan-Gemeinde gefeiert wurde, wurde er von der Fachpresse für seine mangelhafte Technik und seine schlechte Deckungsarbeit zunehmend kritisiert und teilweise verspottet. So hieß es beispielsweise, er mache im Ring alles falsch, außer zu verlieren. Sein Kampfstil vertraue zu sehr auf seine Schlagkraft, gegen stärkere und technisch überlegene Gegner werde dies irgendwann nicht mehr ausreichen.
Am 7. April 2001 boxte er im MGM Grand Hotel von Las Vegas gegen den Mexikaner Marco Barrera, mehrfacher WBO-Weltmeister im Superbantamgewicht, der für diesen Kampf ins Federgewicht aufgestiegen war. In dem Duell ging es um den IBO-Weltmeistertitel. Von der ersten Runde an beherrschte Barrera den Kampf durch seine schnelle Kontertechnik und landete immer wieder Treffer am Kopf des ohne Deckung kämpfenden Hamed, welcher im Gegenzug Barrera nie in Bedrängnis bringen konnte. Im Kampfverlauf war es auch zu einigen Unsportlichkeiten gekommen, die unter anderem zu einem Punktabzug gegen Barrera in der zwölften Runde führten. Am Ende hatte sich jedoch Barrera einstimmig und deutlich nach Punkten durchgesetzt (116:111, zweimal 115:112) und beendete damit Hameds Siegesserie und Mythos. Barrera hatte 228 Treffer aus 534 Schlägen gelandet, Hamed 141 von 390.
Nach über einem Jahr kehrte Hamed für einen letzten Kampf in den Ring zurück und besiegte am 18. Mai 2002 in London den spanischen Europameister Manuel Calvo einstimmig nach Punkten. Er hatte damit zwar den IBO-WM-Titel im Federgewicht gewonnen, wirkte in dem Kampf jedoch langsam und außer Form. Kurz nach dem Duell gab Hamed seinen Rücktritt vom Boxsport bekannt.

## Nach der aktiven Karriere
Im Mai 2006 wurde er nach einem Verkehrsunfall wegen fahrlässiger Körperverletzung zu 15 Monaten Gefängnis verurteilt, aber bereits am 4. September 2006 vorzeitig aus der Haftanstalt in Doncaster/South Yorkshire entlassen. Im Zuge der Verurteilung wurde ihm sein Ritterorden Member of the Order of the British Empire von der britischen Königin im Jahr 2006 wieder aberkannt, da er sich durch sein Fehlverhalten als unwürdig erwies, diese Ehrenauszeichnung weiter zu führen.
Im Jahre 2015 fand „Prince“ Naseem Hamed Aufnahme in die International Boxing Hall of Fame.

## Karrieredaten
Bilanz als Amateur: 67 Kämpfe, 62 Siege, 17 durch K.O., 5 Niederlagen, kein Unentschieden
Bilanz als Profi: 37 Kämpfe, 36 Siege, davon 31 durch K.O., 1 Niederlage, kein Unentschieden.

## Titel
- 11. Mai 1994: Europameister der EBU im Bantamgewicht (1 Titelverteidigung)
- 12. Oktober 1994: Internationaler Meister der WBC im Superbantamgewicht (5 Titelverteidigungen)

- 30. September 1995: Weltmeister der WBO im Federgewicht (15 Titelverteidigungen)
- 8. Februar 1997: Weltmeister der IBF im Federgewicht (2 Titelverteidigungen)
- 22. Oktober 1999: Weltmeister der WBC im Federgewicht
- 18. Mai 2002: Weltmeister der IBO im Federgewicht